# Zufälliger Tod eines Anarchisten
Zufälliger Tod eines Anarchisten (Originaltitel: Morte accidentale di un anarchico) ist eine 1970 uraufgeführte Farce von Dario Fo.

## Figuren
- Verrückter
- Kommissar Calabresi (alias Sportsmann)
- Kommissar Bertozzo
- Polizeipräsident
- Journalistin
- Kommissar
- 1. Wachtmeister
- 2. Wachtmeister
- Untersuchungsrichter

## Handlung

### Erster Teil

#### Erste Szene

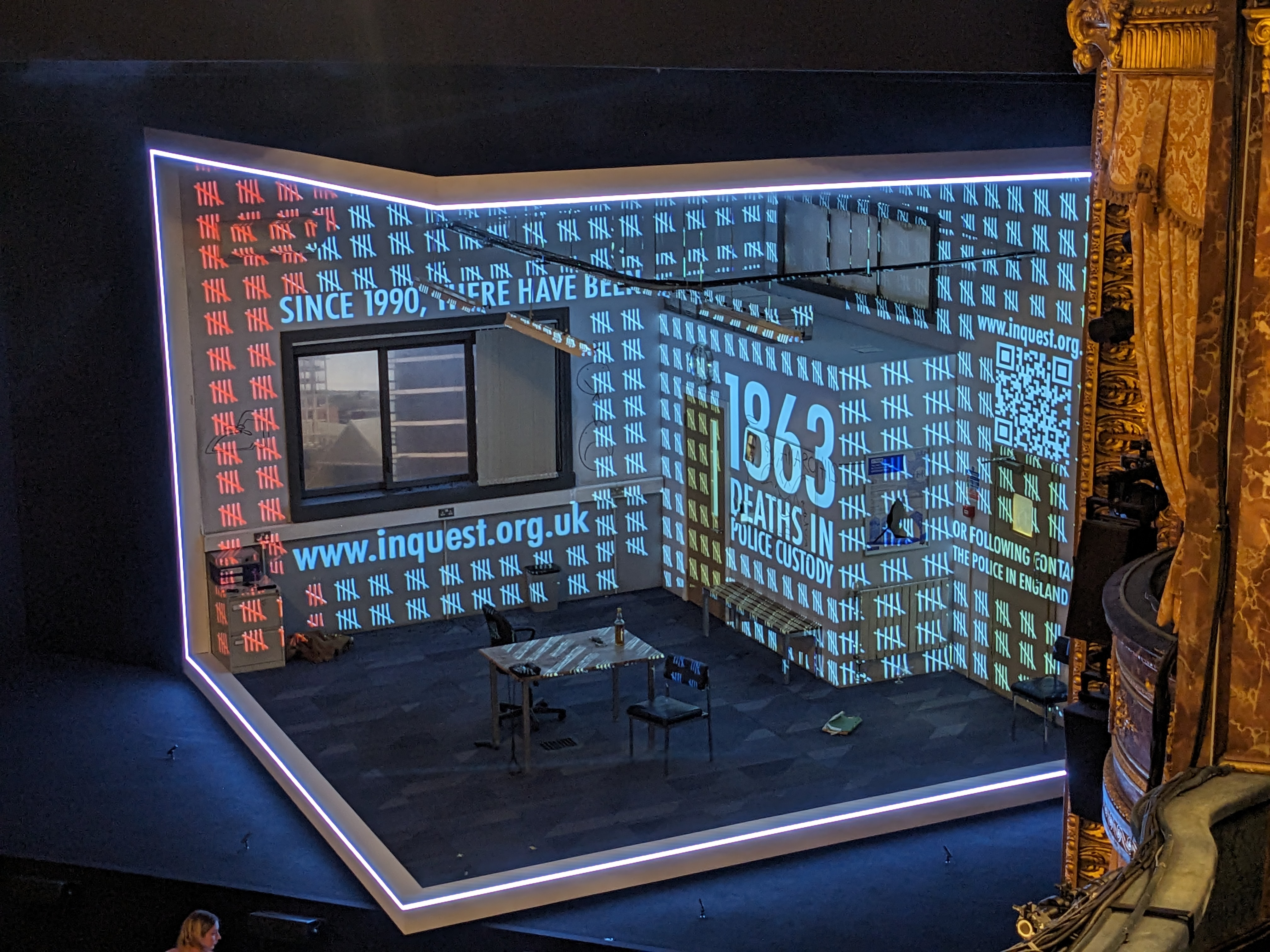
Inszenierung am Theatre Royal Haymarket, 2023

Auf einer Polizeistation verhören Kommissar Bertozzo und ein Wachtmeister einen Mann, der sich als Psychiater ausgegeben hatte und deswegen angezeigt wurde. Der Betroffene benimmt sich jedoch wie ein Verrückter, gibt ausweichende Antworten und behauptet von sich, verschiedene Wissenschaften studiert zu haben und zu beherrschen. Er wünscht sich zudem, einmal Richter zu sein, da er dann Macht ausüben könne und in diesem Beruf Altersschwäche eher zuträglich sei. Sobald seine Gegenüber aufbrausend werden, führt der Mann vermeintliche strafrechtliche Regelungen an, die es Polizisten verbieten, mit Verrückten gewaltsam umzugehen oder sie emotional zu belasten. Außerdem möchte er nach dem Verhör unbedingt in der Dienststelle bleiben, weil sie ihm ein Gefühl der Sicherheit gebe. Andernfalls droht er, sich aus dem Fenster oder die Treppe hinunterzustürzen. Die entnervten Beamten können ihn jedoch zur Tür hinausschieben und verlassen danach selbst die Szene.
Der Verrückte betritt noch einmal das leere Büro, zerreißt seine Unterlagen, bringt Akten in Unordnung und nimmt ein Telefonat entgegen. Der Anrufer ist Kommissar Calabresi aus demselben Dienstgebäude. In dessen Abteilung war ein Anarchist aus ungeklärten Umständen aus dem Bürofenster gestürzt und dabei gestorben. Der Verrückte gibt sich als Kommissar Anghiari aus, tut so, als ob er sich während des Telefonats mit Bertozzo verständigt, und beleidigt Calabresi. Von seinem Gesprächspartner erfährt er aber, dass ein Untersuchungsrichter aus Rom auf dem Weg nach Mailand ist, um den Fall aufzuklären. Da der Mann während der Mussolini-Diktatur im KZ saß, der Polizeipräsident während dieser Zeit hingegen ein faschistischer Lagerleiter war, ist der vermeintliche Anghiari sehr gespannt auf die Untersuchung. Als der Wachtmeister und Bertozzo wieder auftreten, macht sich der Verrückte mit dem Mantel und der Aktentasche des Kommissars davon, kündigt ihm jedoch noch an, dass Calabresi ihn und Anghiari schlagen wolle. Nachdem der Verrückte verschwunden ist, taucht Calabresi auf und schlägt seinen Kollegen tatsächlich nieder.

#### Zweite Szene
Der Verrückte sucht Kommissar Calabresi alias Sportsmann in dessen Büro auf, in dem sich außerdem ein Wachtmeister befindet. Er lässt den Polizeipräsidenten rufen und gibt sich als Untersuchungsrichter aus. In dieser Rolle konfrontiert er die Männer mit dem Fenstersturz des Anarchisten und hält ihnen ihr widersprüchliches Verhalten vor. So hätten sie den Verdächtigen zunächst mit vermeintlichen Beweisen unter Druck gesetzt und ihm gegenüber dann aber behauptet, ein Anderer habe das Attentat gestanden. Später sagten sie wiederum gegenüber der Presse, es habe nie ein dringender Verdacht gegen den Toten bestanden. Der Verrückte kündigt den Männern an, sie würden in der Öffentlichkeit schlecht dastehen und versucht sie sogar ihrerseits zum Fenstersprung zu überreden. Anschließend ringt er ihnen falsche Äußerungen ab, z. B. dass sie sich dem Verdächtigen gegenüber sehr jovial verhalten und diesen sogar mit der Bemerkung aufzumuntern versucht hätten, die anarchistische Bewegung sei noch nicht am Ende. Zudem behaupten die Polizisten auf das Drängen des Verrückten hin, der Tote habe den Geständigen für einen Agent Provocateur gehalten. Am Ende ist der vermeintliche Richter zufrieden und singt mit den Männern ein linksgerichtetes Kampflied (in der deutschsprachigen Fassung die Deutsche Arbeiter-Marseillaise).

### Zweiter Teil

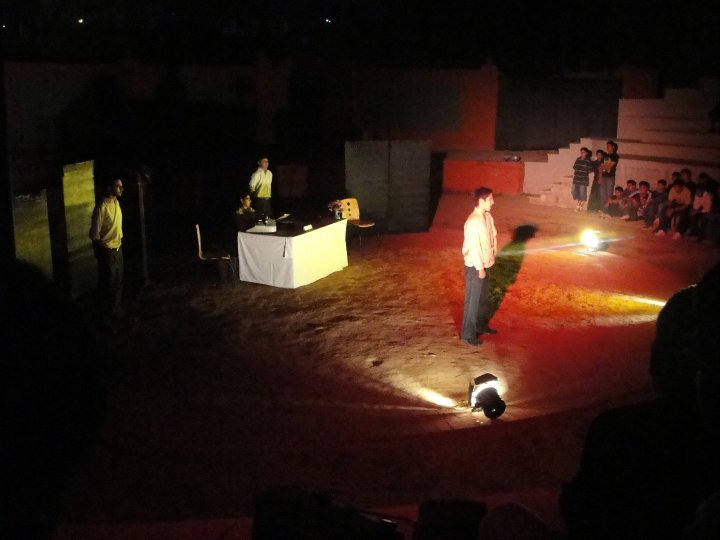
Inszenierung an The Doon School, 2009

Nachdem die Männer sich nun selbst eingeredet haben, die Anschuldigungen seien nicht der Grund für den Selbstmord gewesen, fragt der Verrückte, ob die Polizisten den Verdächtigen körperlich misshandelt hätten. Die Männer bestreiten das und behaupten, man habe an dem Abend viel gelacht, vor allem über den vermeintlichen Geständigen. Der Verrückte will darin nun den Grund des Suizides sehen, da der Spott über einen Bekannten den Anarchisten gekränkt habe. Er geht auch auf weitere Details ein, etwa dass in der fraglichen Dezembernacht das Fenster offen stand oder dass die Leiche beide Schuhe trug, obwohl der Wachtmeister den Springenden angeblich festhalten wollte, aber nur einen Schuh zufassen bekam und ihn dabei versehentlich auszog.
Die Journalistin Maria Feletti betritt die Szene und möchte Recherchen zum Fall anstellen. Sie geht dabei ebenfalls auf verschiedene Ungereimtheiten ein, z. B. dass der Krankenwagen schon vor dem Sturz bestellt worden sei. Zudem konfrontiert sie Kommissar Calabresi mit seinem Ruf, er würde Verdächtige gern zwingen, im Reitersitz auf dem Fensterbrett zu sitzen und sie dabei zum Selbstmord animieren. Der Verrückte gibt sich gegenüber Feletti als ein Hauptmann von der Spurensicherung aus. Bertozzo betritt ebenfalls die Szene mit einer Nachbildung der Bombe. Er erkennt im Laufe des Gesprächs den Verrückten, wird aber immer wieder unterbrochen. Das Gespräch kreist zunehmend um die Frage, ob Polizeispitzel und Faschisten die Schuld an den vermeintlichen anarchistischen Anschlägen tragen und letztlich nur öffentliche Skandale provoziert werden sollen. Der Polizeipräsident gibt zu, dass die Behörden überall Agenten einschleusen, darunter auch im Theaterpublikum, worauf sich einige Zuschauer melden. Er wiegelt jedoch ab und erklärt, dies seien nur Schauspieler, da ein echter Spitzel sich nie verraten würde (siehe Durchbrechung der vierten Wand). Außerdem behauptet der Verrückte gegenüber der Journalistin nun plötzlich, Bischof und Verantwortlicher für die Beziehungen zwischen Vatikan und italienischer Polizei zu sein. Bertozzo möchte endlich aufklären, wer der Verrückte ist. Da ihm niemand zuhört, bedroht er die Anwesenden mit der Pistole des Wachtmeisters und fesselt den Polizeipräsidenten, Calabresi und die Journalistin. Danach berichtet er ihnen von der wahren Identität des Fremden. Dieser leugnet nicht, bedroht sie aber seinerseits mit der Bombe. Plötzlich löscht er das Licht und springt aus dem Fenster. Der Polizeipräsident sucht eine Ausrede für seine Unschuld an dem Ereignis, doch Feletti macht ihn darauf aufmerksam, dass er ohnehin gefesselt war. Der Präsident und Calabresi sind froh, da sie dadurch nicht für den Sturz verantwortlich gemacht werden können. Kurz darauf betritt ein Fremder das Büro. Die Versammelten wollen in ihm den Verrückten in Verkleidung erkennen und versuchen den Mann gewaltsam zu demaskieren. Es stellt sich aber heraus, dass er der wahre Untersuchungsrichter ist.

## Entstehung
Das Stück wurde unter dem Eindruck des Todes des Anarchisten Giuseppe Pinelli geschrieben. Vorbild waren außerdem Anschläge in Italien, die u. a. von Luigi Calabresi in der La Stampa der linken Szene zugeschrieben wurden. Jedoch kamen ebenso Neofaschisten wie Mario Merlino von der Avanguardia Nazionale oder auch die Ordine Nuovo in Frage. Um Repressalien vorzubeugen, wurde die Handlung ursprünglich nach New York verlegt. Das Stück fand am 5. Dezember 1970 in Varese durch Fos Theatertruppe Comune seine Uraufführung.

## Deutschsprachige Veröffentlichungen
1978 wurde das Stück in Buchform erstmals in deutscher Sprache herausgegeben, Übersetzer war Peter O. Chotjewitz. Im selben Jahr erschien es zusammen mit Fos Einer für Alle, Alle für Einen! Verzeihung, wer ist hier eigentlich der Boß? als Sammelband und wurde am Deutschen Theater Berlin inszeniert. Eine zeitgenössische Interpretation stammt vom 2002 gegründeten ueTheater.

## Adaptionen und Musik
Die Belt and Braces Theatre Company setzt das Stück 1983 für ein Fernsehspiel um. Regisseur, Drehbuchautor und Hauptdarsteller war Gavin Richards, der u. a. aus der Seifenoper EastEnders und der Sitcom ’Allo ’Allo! bekannt ist.
Das Werk ist Vorbild für das 2015 uraufgeführte indische Theaterstück Bechara Maara Gaya.
Die Band Autolux schrieb eine Bühnenmusik für das Stück.

## Sonstiges
Der Schauspieler Mark Blanco, der in The George Tavern in dem Stück hätte spielen sollen, starb 2006 nach einem ungeklärten Sturz von einem Balkon.